# 沙彌尼
沙彌尼，又譯室羅摩拏理迦，佛教出家七眾之一，為女性的出家者。已立下出家誓言，但因年紀過小，或資淺，尚未接受具足戒，只接受十戒。在僧團中，是初階的入門出家者，其對應的男性出家眾為沙彌。

## 字源
在梵文中，沙彌尼是沙彌的陰性形態。字面意思為年少的沙門（śramaṇa）。

## 概論
按照律藏规定，沙弥尼在成年後，经过两年的式叉摩那阶段，就可接受具足戒，成為比丘尼。